# Невена Мандаджиева
Невена Желчева Мандаджиева (родена на 6 юли 1941 г.) е българска актриса.

## Биография
Родена е в семейството на актрисата Пенка Мандаджиева и режисьора професор Желчо Мандаджиев. Играе в редица филми по романи на Богомил Райнов. Играе на сцената на Театър 199 в постановките:
- „Жена в затруднено положние“ от Марек Домански, реж. Николай Георгиев;
- „Свободно място във влака“ от Стефан Стайчев, реж. Моис Бениеш;
- „Сашо убива вълк“ от Иван Остриков, реж. Иван Висоцки;
- „Нож в сърцето“ от Тенеси Уилямс, реж. Здравко Митков;
- „Може би...авантюра“ от Рада Москова, реж. Николина Томанова;
- „Най-древната професия“ от Пола Вогъл, реж. Христо Христов;
- „Жарава“ от Димитър Кабаков, реж. Възкресия Вихърова;
- „Кралицата майка“ от Манлио Сантанели, реж. Валентин Ганев.

За ролята на Реджина Джанели в „Кралицата майка“ е номирината за „Икар“ 2012 в категорията „Главна женска роля“.

## Награди
- Награда за женска роля за Атидже в „Жарава“, Театър 199 от Международния фестивал на малките театрални форми, Враца, 2006.
- Награда за цялостен принос в театъра и киното, 2009.

## Личен живот
Женена е за Руси Чанев и заедно имат един син и една дъщеря.

## Награди и отличия
- Заслужил артист

## Театрални роли
- „Моцарт и Салиери“ (1967)

ТВ ТЕАТЪР:
- „Гълъб за сърдечни послания“ (1989) (Неда Антонова)
- „Йоан Кукузел“ (1987) (Делка Димитрова), 2 части – майката на Йоан
- „Излишни неща от личния живот“ (1985) (Сергей Коковкин)
- „Есенна градина“ (1982) (Лилиан Хелман)
- „В люляковата градина“ (1977) (А. Салодар)
- „Каин магьосникът“ (1977) (Камен Зидаров)
- „Цилиндъра“ (1974) (Едуардо де Филипо)
- „Не подлежи на обжалване“ (1973) (Лозан Стрелков)
- „Тайната на младостта“ (1972) (Миклош Дярваш)
- „Свети, но не грее“ (1971) (Николай Островски)
- „Диалози“ (1970) (Кръстю Пишурка)
- „Полунощ след 5 минути“ (1966) (Ян Солович) - медицинска сестра
- „Всекиму заслуженото“ (1966) (Самуел Альошин)
- „Когато гръм удари“ (1964) (Пейо Яворов)

## Филмография
- Стъклената река (2010) – Баба Монка
- Вътрешен глас (2008) – игуменката
- Самотни сърца (2007)
- Птицата (2003) – Василица, лелята на Христина
- Каре (2002) – Гласът на Мими
- Каталии (2001) – Петра
- Дом за нашите деца (1986) – втората съпруга на болния Васил Антонов
- Всички и никой (1978) – Сестрата на Иван
- Един наивник на средна възраст (1976), 2 серии – Мери Ли
- Катина (1976) – Люта
- Този истински мъж (1975)
- Баща ми бояджията (1974) - братовчедката
- Бразилска мелодия (1974), 2 серии – Лиза Гелева
- Грамофон и маслини за моите приятели (1965) - момичето на „Русия“
- Когато гръм удари (1964)
- Русият и Гугутката (1964)